# UAIOE
UAIOE är ett musikalbum i genren Industrial av gruppen KMFDM och är deras tredje album. Albumet släpptes 1989 och på detta album medverkar bland annat reggae-sångaren Morgan Adjei, men medverkar inte mer i något KMFDM-material. När de blev frågade om albumets titel så svarade En Esch att det var tänkt att det skulle uttalas "som ett skrik eller nåt."

## Låtlista
1. Murder
2. UAIOE
3. Loving Can Be An Art (saturation mix) - en återanvänd "Conillon" från What Do You Know, Deutschland?
4. More & Faster 243
5. Rip the System (duck & cover mix) - Originallåten är b-sida på singeln "More & Faster"
6. Thrash Up!
7. En Esch - Text lånad från flera Frank Zappa-låtar, däribland "I'm the Slime"
8. Ganja Rock - Samma bakgrundskomp som "Rip the System (duck & cover mix)"
9. Thumb Thumb - En återanvänd "Kickin' Ass" från What Do You Know, Deutschland?

## Medverkande
- Sascha Konietzko
- En Esch
- Morgan Adjei
- Sigrid Meyer
- Rudolph Naomi